# 納扎羅沃
納扎羅沃（Наза́рово）是俄羅斯克拉斯諾亞爾斯克邊疆區西部的一個城市，距區府克拉斯諾亞爾斯克以西240公里的丘雷姆河畔。2002年人口56,539人。
1700年建立。1961年設市。
56°00′N 90°23′E / 56.000°N 90.383°E